# Partito Verde (Colombia)
Alleanza Verde (in spagnolo: Alianza Verde) è un partito politico colombiano di orientamento ecologista; fondato nel 2005 col nome di Partido Opción Centro, nel 2009 ha assunto la denominazione di Partido Verde, venendo di nuovo ridenominato nel 2014 (dopo aver dato vita ad una coalizione con Movimiento Progresistas).
Ha ottenuto un rilevante successo alle elezioni presidenziali del 2010, quanto uno dei suoi maggiori esponenti, Antanas Mockus, è giunto al ballottaggio con lo sfidante Juan Manuel Santos, che tuttavia ha ottenuto il maggior numero di voti.

## Loghi

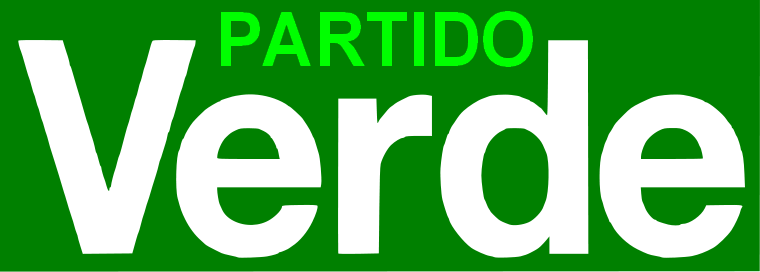
Partito Verde
Alleanza Verde